# Mary Njoku
Pour les articles homonymes, voir Njoku.
Mary Nnenna Njoku, également connue sous le nom de Mary Remmy ou Mary Remmy Njoku, née le 20 mars 1985, est une actrice, une productrice de cinéma et une femme d'affaires nigériane : directrice générale d'une maison de production cinématographique  de Lagos, ROK Studios, au Nigeria, récemment acquise par Canal+.

## Biographie

### Enfance et formation
Mary Njoku, qui est le sixième enfant d'une fratrie de 8 personnes, est née en 1985 à Lagos, au Nigeria. Sa famille est originaire de Nsukka, dans l'État d'Enugu. Titulaire d'un diplôme en informatique, elle fréquente, à partir de 2010, l'Université de Lagos. En 2012, elle poursuit ses études à la London Film Academy au Royaume-Uni, où elle suit un cours sur la production cinématographique. Elle s'intéresse également dès son adolescence au métier d'actrice et à Nollywood, et a fait ses débuts d'actrice dans le film de Nollywood, Home Sickness en 2004.

### Carrière dans le cinéma
Entre 2012 et 2013, elle fonde iROKtv, une plateforme YouTube qui propose des entrevues avec des célébrités nigérianes, ainsi qu'une couverture des événements afrobeats et de Nollywood. Puis elle cofonde la société de production IROKO Partners, continuant également à intervenir comme actrice. Ce groupe IROKO Partners gère des studios d'enregistrements, les studios ROK, et produit des films et séries télé, à bas coûts, destinés à la télévision, au marché de la vidéo et à la diffusion sur mobile, comme une grande partie de la production de Nollywood : le Nigéria, pays de plus de 200 millions d'habitants, n'offre pas de débouchés dans les salles de cinéma, en nombre trop peu élevé par rapport à une industrie cinématographique prolifique, la deuxième au monde, en nombre de productions, derrière Bollywood en Inde et devant Hollywood. Cette société Iroko Partners gère également un service de SVOD, des abonnements à des vidéos diffusées par internet (à l'image de l'activité de Netflix, une des entreprises pionnières en la matière). Les studios ROK enregistrent des dizaines de séries de télévisions et des centaines de films. 
En 2015, la société française Canal+ rentre à hauteur de 19 % dans le capital d'Iroko Partners. En 2016, Mary Njoku crée ROK on Sky, un réseau de diffusion destiné à la diaspora au Royaume-Uni,,. Elle lance également la même année ROK on DSTV, un réseau diffusé en Afrique,. En avril 2018, les studios ROK lancent encore deux chaînes supplémentaires, ROK2 et ROK3, pour satisfaire la demande croissante sur ROK on DSTV. ROK2 offre un contenu mettant en valeur les productions de Nollywood, tandis que ROK3 met en vedette une variété de talents ghanéens et propose une chaîne musicale en plus de la sélection de films et de séries. En 2019, elle supervise un nouvel accord avec Canal+, la plus importante transaction internationale à ce jour pour un label cinématographique de Nollywood. Iroko Partners reste majoritaire dans la gestion de l'activité de SVOD, mais Canal+ monte à 100 % dans les autres activités, notamment les activités de production,.

## Vie privée
Elle épouse Jason Njoku, entrepreneur nigérian d'origine britannique et investisseur africain, à Lagos, le 18 août 2012.
Dix ans après leur mariage, Mary Njoku et Jason Njoku ont renouvelé leurs vœux de mariage. Le couple a trois enfants, Jason Obinna, Nwakaego Annabelle et Amber Nnenna .